# 파이프 밴드
백파이프 밴드는 백파이프 악기를 사용해 연주하는 스코틀랜드의 악단이다.